# Наследие (памятник)
Наследие (тур. Miras) ― работа турецкого скульптора Метина Юрданура. Она известна тем, что является первой гражданской скульптурой в Анкаре, столице Турции. Скульптура изображает Ходжу Насреддина, сидящего верхом и задом наперёд на хеттской химере.

## История
В 1979 году столичные муниципальные власти Анкары инициировали разработку «проекта оснащения города пластиковыми элементами» и заказали серию скульптур для украшения различных районов Анкары. Созданные несколькими скульпторами, в том числе Метином Юрдануром, эти работы были представлены муниципальным властям в том же году. Таким образом в рамках этого проекта «Наследие» Юрданура было размещено в саду Железнодорожного вокзала Анкары, «Руки» (тур. Eller) — в парке Абди Ипекчи, а «Солидарность» — на площади в Батыкенте, пригороде Анкары.

## Описание
Скульптура «Наследие» сочетает в себе две разные, но важные культурные фигуры, ассоциируемые с Анатолией. Таким образом она призвана символизировать единство и преемственность анатолийских цивилизаций, существовавших на одной и той же земле в разное время. Памятник изображает фольклорного героя Ходжу Насреддина, отличительной особенностью которого была привычка ездить на своём осле задом наперёд. В этой же композиции роль осла выполняет крылатый и двуглавый хеттский лев.
В целом для скульптуры характерна абстрактная техника выражения. Посыл, который она стремится передать, подкрепляется различными детеалями. Реалистичность работы усиливается за счёт использования геометрических и острых скульптурных элементов. Изображение Ходжи Насреддина на льве вместо осла, с одной стороны, соединяет в себе различные эпохи, а с другой стороны превращает этого народного героя в «путешественника, странствующего во времени».